# メランコリー (梓みちよの曲)
「メランコリー」（めらんこりー）は、1976年9月21日に発売された梓みちよのシングル。

## 解説
1976年大晦日の『第18回日本レコード大賞』で編曲賞を受賞。続いて『第27回NHK紅白歌合戦』に、通算10回目の出場を果たし、本楽曲を歌唱した（翌年の『第28回』は落選し、次の紅白出場は16年後の1992年の『第43回』）。
翌1977年に入ってからもロングヒットを続け、1977年のオリコン年間ヒットチャートで第59位にランクインした。レコード盤。

## 制作
フォークの作詞家だった喜多条忠に吉田拓郎から、「お前に歌謡曲の作詞はムリだろ?」と挑発され、喜多条は奮起して歌詞を書いた。本作を切っ掛けに喜多条は歌謡曲の歌詞も書くようになった。
レコーディングでは、吉田拓郎が梓みちよに、「アナタは歌がうまいから困るんです。僕としては、もっと下手に、そう、思い切って下手クソにやってほしいんです」と言うと、梓は目一杯下手クソに歌って一言、「これでいいわけ。フン、変なの、アンタたちの音楽」といったと言われる。

## 収録曲
1. メランコリー（3分25秒）
作詞：喜多条忠／作曲：吉田拓郎／編曲：萩田光雄
2. 雪どけ（2分56秒）
訳詞：麻生香太郎／作曲：F.Hallander／編曲：森岡賢一郎

## カバー
- 吉田拓郎 - アルバム『ぷらいべえと』作曲者としてセルフカバー（1977年4月21日発売）
- 研ナオコ - カバー・アルバム『Ago あの頃へラブレター』（1993年10月21日発売）

## 主な収録作品
- エッセンシャル・ベスト 梓みちよ
- 続・青春歌年鑑 1977